# Cerro de la Muerte
Cerro de la Muerte är ett berg i Costa Rica. Det ligger i den centrala delen av landet, 60 km sydost om huvudstaden San José. Toppen på Cerro de la Muerte är 3 451 meter över havet.
Terrängen runt Cerro de la Muerte är bergig söderut, men norrut är den kuperad. Cerro de la Muerte är den högsta punkten i trakten. Runt Cerro de la Muerte är det ganska tätbefolkat, med 108 invånare per kvadratkilometer. I omgivningarna runt Cerro de la Muerte växer i huvudsak städsegrön lövskog.